# The Photograph
The Photograph (en España se estrenó bajo el nombre de "Retrato de un amor"), es una película de drama romántico de 2020 escrita y dirigida por Stella Meghie. Está protagonizada por Issa Rae, Lakeith Stanfield, Chelsea Peretti, Lil Rel Howery y Courtney B. Vance.
Fue estrenada en Estados Unidos el 14 de febrero de 2020 por Universal Pictures.

## Sinopsis
La película narra dos historias de amor, en dos tiempos. Una fotógrafa ha fallecido y deja a su hija en la caja de seguridad de un banco, una foto y dos cartas. A la misma vez, un periodista que está haciendo un artículo sobre otro tema se interesa por la fotógrafa fallecida y así conoce a su hija. A partir de ahí se establece una relación entre ambos y a través de la carta de la fotógrafa nos cuentan la historia de amor de aquella y el verdadero padre de su hija.

## Reparto
- Issa Rae como Mae Morton.
  - Dakota Paradise como Young Mae Morton.
- Lakeith Stanfield como Michael Block.
- Chelsea Peretti como Sara Rodgers.
- Kelvin Harrison Jr. como Andy Morrison.
- Chanté Adams como Christina Eames.
- Jasmine Cephas Jones como Rachel Miller.
- Lil Rel Howery como Kyle.
- Teyonah Parris como Asia.
- Rob Morgan como Isaac Jefferson.
  - Y'lan Noel como Young Issac Jefferson.
- Courtney B. Vance como Louis Morton.
- Maxwell Whittington-Cooper como Peter Thomas.
- Marsha Stephanie Blake como Violet Eames.
- Phoenix Noelle como Sophia.
- Rylee Gabrielle King como Sandrine.

## Producción
En marzo de 2019 se anunció que Issa Rae y Lakeith Stanfield se habían unido a la película, con Stella Meghie escribiendo y dirigiendo. Poco después se incorporaron al reparto Chelsea Peretti, Kelvin Harrison Jr., Chante Adams, Jasmine Cephas Jones, Y'lan Noel, Lil Rel Howery, Teyonah Parris Rob Morgan Courtney B. Vance y Kingsley Ben-Adir.
La fotografía principal comenzó en marzo de 2019.

## Estreno
La película fue estrenada el 14 de febrero de 2020.